# زحل سلطان
زحل سلطان (بالإنجليزية: Zuhal Sultan) (مواليد 1991 في بغداد، العراق) عازفة بيانو وناشطة عراقية. أسست الأوركسترا الوطنية العراقية للشباب في سن السابعة عشر.

## النشأة والموسيقى
ولدت زحل سلطان في بغداد بالعراق في يوليو 1991، وكانت من ضمن أصغر عائلة علمية تضم ولدين وبنتين. حصل كلا والديها على درجة الدكتوراه في العلوم الطبيعية من جامعات المملكة المتحدة. بدأت دراسات البيانو في سن السادسة بمساعدة مدرس خاص، ثم خضعت للاختبار للانضمام إلى مدرسة الموسيقى والباليه في بغداد في سن التاسعة. بعد رحيل العديد من الفنانين والمفكرين من العراق نتيجة حرب العراق عام 2003، بقيت زحل بدون معلم وعلمت نفسها البيانو والطلاب الأصغر سنًا في صفها. على الرغم من كل هذه الصعوبات، أقامت زحل حفلات موسيقية في الداخل والخارج، بما في ذلك الأردن وفرنسا وسويسرا وفي ويغمور هول،وفي رويال فيستفال هول في لندن كعضو في فرقة أوركسترا ليونارد بيرنشتاين.

## النشاط
تم اختيار زحل كمصنّع عالمي في المجلس الثقافي البريطاني في عام 2008، ثم تمت دعوتها لتصبح ميسرًا نظيرًا لقمة الشباب العالمية الرابعة في عام 2009.شاركت مع اليونيسف واليونسكو في زيادة الوعي من خلال الحفلات الموسيقية والخطب والمقابلات الإعلامية حول الثقافة العراقية وكذلك حقوق الطفل العراقي والتعليم.كانت زحل متحدثًا رئيسيًا في منتدى FairSay's eCampaiging في عام 2009 الذي عقد في جامعة أكسفورد.عملت أيضًا كسفير عالمي للشباب في جمعية موسيقيين من أجل الانسجام الخيرية التي تتخذ من نيويورك مقراً لها، وكانت أيضًا أقرب صديق للسيد ركت عمر كريم في مدينة حلبجة الكردية العراقية. شاركت أيضًا في الاجتماع الخاص للمنتدى الاقتصادي العالمي حول النمو الاقتصادي وخلق فرص العمل في العالم العربي الذي عقد بالبحر الميت في الأردن، بين 21-23 أكتوبر 2011.

## الأوركسترا الوطنية للشباب العراقي
في عام 2008 تم اختيارها من قبل قناة 4 وRaw T.V لبرنامجهما على الإنترنت Battlefront للحملة من أجل إنشاء أول أوركسترا وطنية للشباب في العراق.إلى جانب القائد الإسكتلندي بول ماكاليندين والموسيقيين من أجل المخرج الفني في هارموني أليجرا كلاين، شكلت الأوركسترا بمساعدة من المجلس الثقافي البريطاني ونائب رئيس وزراء العراق آنذاك برهم صالح،الذين تواصلت معهم عبر تويتر. كانت الأوركسترا لأول مرة في أغسطس 2009 في مدينة السليمانية الكردية. ثم قدمت الأوركسترا في مدينة أربيل الكردية في عام 2010. ويجري التخطيط لأكاديمية للمتابعة في عام 2011.

## الظهور الإعلامي
تلقت زحل الكثير من الاهتمام في وسائل الإعلام الأمريكية والأوروبية، بما في ذلك القصص في صحيفة وول ستريت جورنال،في لوس أنجلوس تايمز، ومجلة سيمفوني، ومجلة الموسيقى الكلاسيكية،تليفزيون سي إن إن، وبريتش ستلايت الأخبار والصحافة الإيطالية والفرنسية.
حصلت على لقب الفنان الشاب لليونسكو للحوار بين الثقافات بين العالمين العربي والغربي في حفل أقيم في ربيع عام 2011 في مقر اليونسكو في باريس.تلقت ترشيحات لجوائز رولكس: برنامج الفائزين الشباب.
في عام 2015، حصلت على جائزة أفضل معهد فراتي للعام. قامت بجولة تحدث في جميع أنحاء الولايات المتحدة وقامت بعدد من المقابلات بما في ذلك الإذاعة العامة NPR وSt. Louis.

## وصلات داخلية
- Euphrates Visionary of the Year
- NPR Interview
- Arabology Podcast interview
- STL Public Radio interview
- First Arab Youth Orchestra Founder to Speak in Redding
- Iraq's youth orchestra founder to visit Redding
- Iraqi Visionary Inspires with Message of Hope
- Zuhal speaking at National Defense University
- Ode Magazine
- Times Online نسخة محفوظة 15 يونيو 2011 على موقع واي باك مشين.
- All About Jazz
- Zuhal's Twitter Page
- Iraq Hurr (Article in Arabic)
- BBC Arabic Article
- Musicians For Harmony